# Betoño
Betoño (en euskera Betoñu) es un concejo del municipio de Vitoria, en la provincia de Álava, País Vasco (España).

## Toponimia
En el Cartulario de San Millán figura bajo el nombre de Betoniu de la merindad de Harhazua, mientras que en un documento de 1258 citado por Floranes aparece bajo la denominación de Betonno, y posteriormente bajo las de Betoñu (1266), Betonu (1558), Vetonu (1581) y finalmente Betoño.

## Geografía
El concejo está incluido en la Zona Rural Este de Vitoria. 
|                | Norte: Durana  |               |
| Oeste: Vitoria |                | Este: Zurbano |
|                | Sur: Elorriaga |               |

## Historia

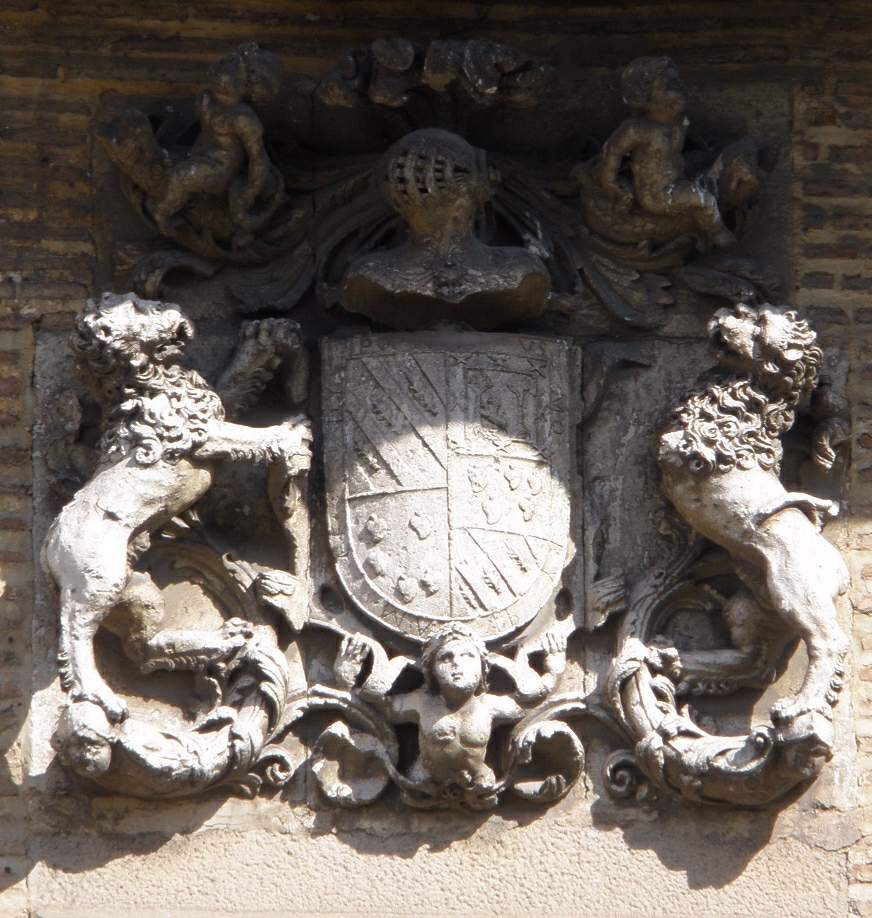
Blasón heráldico en una casa solariega de Betoño

Es una de las llamadas aldeas viejas de Vitoria, por ser una de las primeras que adquirió la ciudad por donación de Alfonso X el Sabio en el año 1258, a quien había sido cedida por los cofrades de Arriaga. De este modo, se trata de una de las 43 aldeas que se unieron a Vitoria en diferentes tiempos y ocasiones y que al segregarse en 1840 la Cuadrilla de Añana permaneció en la Cuadrilla de Vitoria.
A mediados del siglo XIX, cuando formaba parte del ayuntamiento de Elorriaga, tenía 156 habitantes. Aparece descrito en el cuarto volumen del Diccionario geográfico-estadístico-histórico de España y sus posesiones de Ultramar de Pascual Madoz de la siguiente manera:

BETOÑO: l. en la prov. de Alava, part. jud. de Vitoria (¼ leg.), aud. terr. de Burgos (20), c. g. de las Provincias Vascongadas, dióc. de Calahorra (18), ayunt. de Elorriaga (½):. sit. a la izq. del r. Zadorra en llano, combatido principalmente por los aires del N.: el clima húmedo y frio, es propenso á reumas, tercianas, pulmonias y sínocos. Tiene 26 casas, escuela de primeras letras, frecuentada por 22 niños de ambos sexos y dotada con 800 rs. anuales, y una igl. (San Estéban), servida por 3 beneficiados perpétuos, con titulo de cura de patronato de las monjas dominicas de San Juan de Quejana. Para surtido de los vec. hay algunos pozos de buenas aguas; una fuente en el parage llamado Iturraldea, y otras 2 en el campo. Confina el térm. N. Gomarra Mayor (½); E. Zurbano (¾); S. Elorriaga (½), y O. Vitoria (¼). Le cruzan 3 arroyos formados por las balsas que hay hácia el E.; por las aguas que vienen de Elorriaga al S., y por las que descienden de los cas. de Arana, incorporados todos tres componen un r., sobre el cual hay 2 pequeños puentes, y á dist. de ½ leg. confluye en el Zadorra. El terreno es de buena calidad y bastante productivo. Atraviesa por el pueblo el camino de postas, ó sea la carretera que dirige á Francia, y el correo se recibe de Vitoria. prod.: trigo, cebada, avena, habas, yeros, aholvas, maiz, patatas, arvejas y lino, se cria ganado vacuno, caballar, mular, de lana y cabrio: hay caza de codornices y aves de invierno, y pesca de anguilas, cangrejos y otros peces. pobl.: 24 vec., 156 alm. riqueza y contr. (V. Alava intendencia). Se hace mencion de este pueblo en el catálogo formado por los de esta prov. en el siglo XI; se le coloca con el nombre de Betonin en la merind. de Harhazua: tambien se le denomina Aldea Vieja, por ser una de las que adquirió primeramente Vitoria, en virtud de donación de D. Alonso X en 1258, á quien las cedieron bajo ciertas condiciones los cofrades de Arriaga.
(Madoz, 1846, p. 304)

Décadas después, ya en el siglo XX, se describe de la siguiente manera en el tomo de la Geografía general del País Vasco-Navarro dedicado a Álava y escrito por Vicente Vera y López:

Betoño.—Aldea distante de Vitoria 2,000 metros, con 28 viviendas, 27 de dos pisos y una de uno; su población es de 162 almas de hecho y de derecho: de las primeras son varones 76 y hembras 86. Su parroquia, rural de segunda clase, está dedicada á San Esteban y pertenece al arciprestazgo de Armentia. En su término existe la ermita de Santa Eufemia; la iglesia fué del patronato de las monjas dominicas de San Juan de Quejana. Tiene una escuela pública incompleta, con clase para adultos. Situada en terreno llano, á la orilla izquierda del Zadorra, su término es muy abundante en aguas, está cruzada por tres arroyos que se unen antes de llegar al Zadorra y forman un riachuelo, sobre el que hay dos puentecillos. En sus tierras de labor se cosechan, con relativa abundancia, cereales, legumbres, hortalizas y frutas. criándose ganado de varias especies y es uno de los puntos predilectos de los cazadores de codornices y aves de invierno.

Betoño es una de las llamadas aldeas viejas, y figura en el catálogo de San Millán con el nombre de Betonin, incorporándose á Vitoria en el año 1332, con la cual comunica por la carretera de dicha ciudad á Vergara. Limita, al N., con Durana; al S., con Elorriaga, al O. con Vitoria, y al E., con Zurbano.
(Vera y López, 1915-1921, pp. 339-340)

Como consecuencia del Plan General de Ordenación Urbana de Vitoria de 2001, en Betoño se ha construido un gran conjunto de viviendas unifamiliares que han alterado por completo la fisonomía del pueblo.
El crecimiento de la ciudad ha transformado la zona norte de su territorio en polígono industrial, mientras que el humedal del sureste se ha convertido en el Parque de Salburua. También se localiza en las inmediaciones el pabellón Buesa Arena y las antiguas instalaciones deportivas de Michelin, actualmente propiedad municipal. En las inmediaciones se encontraba el antiguo aeropuerto General Mola , inaugurado en 1935 y que sustituyó a su antecesor, situado en los campos de Lakua. Actualmente este espacio está ocupado por las viviendas que forman el barrio de Salburua . La escultura de un avión y una avenida a modo de pista de aterrizaje recordará en el futuro el uso que tuvo la zona. Junto al aeródromo se encontraba también el Club Heraclio Fournier , que llegó a tener desde 1955 autorización como escuela de Pilotos.

## Demografía
En 2018 el concejo contaba con una población de 462 habitantes según el Padrón Municipal de habitantes del Ayuntamiento de Vitoria.
| Gráfica de evolución demográfica de Betoño entre 2000 y 2018                                             |
| |
| Población (2000-2017) según los censos de población del INE. Población según el padrón municipal de 2018 |

## Infraestructuras
Dentro de su término concejil se encuentran los siguientes equipamientos de la ciudad de Vitoria.
- Polígono Industrial de Betoño: gran parte del término del concejo está ocupado por polígonos industriales.  
  - Al sur del pueblo se encuentra el cuadrilátero limitado por las calles Cuenca del Deba, Calle Madrid, calle Betoño (antiguo Portal de Betoño) y Calle Elgóibar, separando el pueblo de Betoño de la ciudad consolidada (barrio de Arambizcarra). Esta zona está ocupada por naves industriales y comerciales en su mayor parte. Aquí tienen su sede algunas empresas locales muy conocidas como Cafés La Brasileña o la panificadora de La Vitoriana.  También se ubica en esta zona una comisaría del Cuerpo Nacional de Policía, aunque las instalaciones están infrautilizadas desde que en 1995 se transfirieran las competencias de seguridad a la Ertzaintza.
  - Al oeste del pueblo entre la Vía Verde del Vasco-Navarro y el Portal de Gamarra, que marca el límite occidental del concejo, hay otra zona de naves industriales. En esta zona se ubica también un área comercial con una estación de servicio, dos supermercados (Aldi y Lidl) y un McAuto.
  - Al norte del pueblo hay otra amplia zona industrial, compartida con el vecino concejo de Gamarra Mayor.

- Ataria, centro de interpretación de los Humedales de Salburua. Parte del Parque de Salburua se encuentra dentro del concejo de Betoño, formando la parte sudeste del mismo. Se incluyen en su término la Balsa de Betoño y parte de la Balsa de Duranzarra.  El Parque de Salburua es uno de los principales elementos del Anillo Verde de Vitoria y su territorio está compartido por varios concejos del municipio, entre ellos Betoño. El centro de interpretación del parque se encuentra dentro del término de Betoño y cuenta con observatorios de aves.[9]
- Complejo Deportivo de Betoño: situado entre el pueblo y los humedales, conocido también como El Glorioso. Este complejo incluye 3 campos reglamentarios de fútbol de hierba natural y uno de hierba artificial, así como vestuarios y otras infraestructuras. Originalmente perteneció a la compañía Michelín, que cuenta con una fábrica cerca de la zona. Fue adquirido por el Deportivo Alavés, que lo renombró como El Glorioso y lo utilizó como campo de entrenamiento de sus categorías inferiores y en 2006 fue transferido finalmente al ayuntamiento de Vitoria. Actualmente lo utilizan diversos clubes, entre ellos el Club Deportivo Betoño.
- Fernando Buesa Arena. pabellón multiusos utilizado principalmente por el club de baloncesto profesional vitoriano Saski Baskonia.  Situado al norte de los humedales.
- BAKH, Ciudad Deportiva Baskonia.

- El Antiguo Convento de las Madres Carmelitas de Betoño acoge a IDarte Escuela de Arte y Superior de Diseño Pública de Euskadi y en el antiguo cementerio del Convento se ubica la Sede de la Fundación Sancho el Sabio, inaugurada en 2009.[10]
- Apartahoteles "Jardines de Aristi".

## Cultura

### Patrimonio material

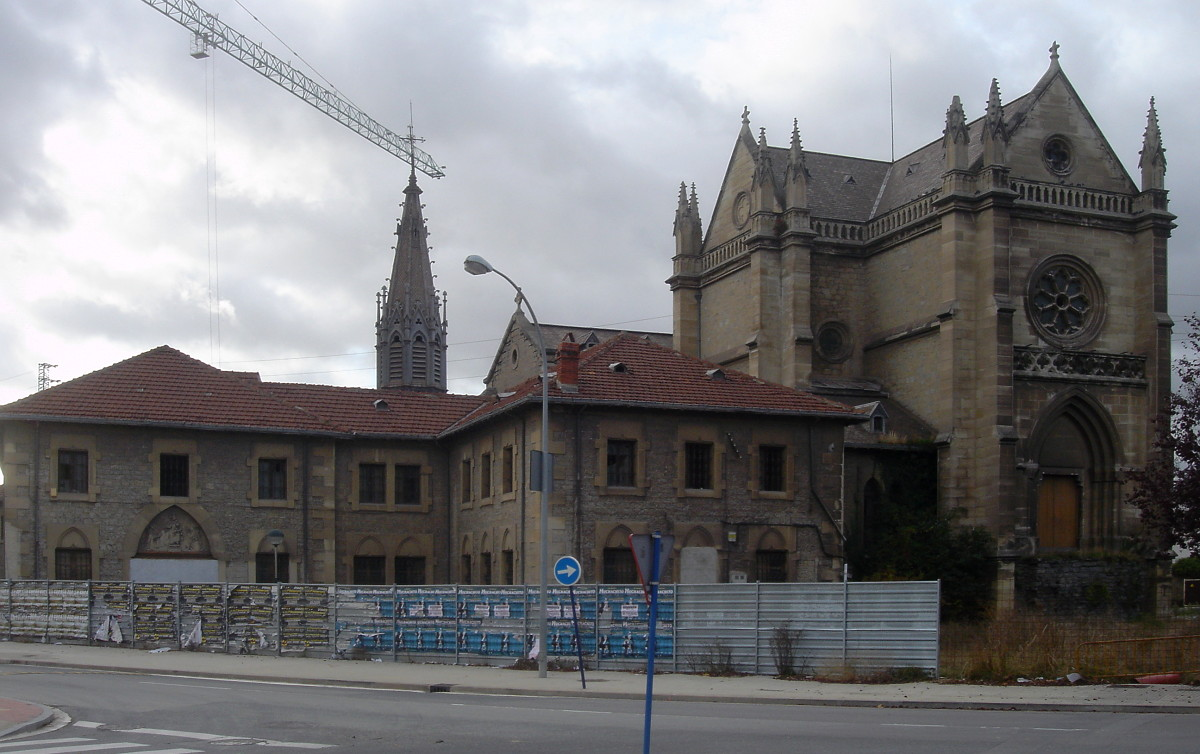
Antiguo Convento de las Carmelitas de Betoño

- Iglesia parroquial de San Esteban. Originalmente construida en el siglo XIII, del que conserva la portada,[11] la mayor parte de la fábrica del templo data del siglo XVI, conservando unas interesantes pinturas murales de esta época.[12] Su retablo mayor data del XVIII, poseyendo también un interesante coro del XVI.
- Convento de las Madres Carmelitas. Fue mandado construir por el cónsul Lorenzo Rolland y Paret en estilo neogótico, iniciándose su construcción en 1904.[13]El convento cerró en 1999 y se desacralizó el edificio. Desde 2009 es la sede de la Fundación Sancho el Sabio.[14]
- Casa solariega. El concejo acoge también la existencia de una bella casa solariega en que destaca el blasón que preside su fachada.
- Crucero localizado en el encuentro de varios viales, presidiendo un recinto ajardinado. Sustituye a otro desaparecido del cual solo queda una base semienterrada.[15]
- Juego de bolos. Instalación erigida para la práctica del juego de bolos en la modalidad de Palma a cuatro de la Llanada o "alavesa".[16]

### Patrimonio inmaterial
Los vecinos de Betoño  eran conocidos con el apodo de Gorriones  y celebraban su fiesta patronal el 26 de diciembre (San Esteban). Posteriormente la fiesta se trasladó a finales de julio.(Invención de San Esteban) Desde 2017 han vuelto a celebrar actos festivos.